# Barska nadbiskupija
Barska nadbiskupija je rimokatolička nadbiskupija u Crnoj Gori. Sjedište joj se nalazi u crnogorskom priobalnom gradu Baru.

## Povijest
Utemeljena je u 9. stoljeću, moguće i znatno ranije, osobito imajući u vidu ostatke ranokršćanske bazilike (Barski trikonhos) iz 6. stoljeća. 
U buli pape Aleksandra II. iz 1067. godine, dukljanska crkva je tretirana kao Nadbiskupija i Arhiepiskopija Dukljanske crkve. Nabrojani su, kao sufragani sljedeći biskupi: 
- dukljanski, barski, svački, drivastki, pilotski, srpski, bosanski, palački, travunjski.

Protupapa Klement III. je 8. siječnja 1089. godine potvrdio Barsku nadbiskupiju kao arhiepsikopsko sjedište Dukljanske crkve.
Istodobno, potvrdio je Bodinu kraljevsku titulu njegovoga oca Mihaila (titulira u pismu regis Bodini gloriossimi).
U Baru je koncem 12. stoljeća nastao jedan od najvažnijih crnogorskih, hrvatskih i južnoslavenskih pisanih spomenika − Sclavorum Regnum, poznat i kao Ljetopis popa Dukljanina, Barski ljetopis i Hrvatska kronika. Pretpostavlja se da je ovo djelo napisao barski nadbiskup Grgur iz Zadra. Od nekoć moćne dijeceze i jedne od 4 dalmatinske metropolije (pored Zadra, Splita i Dubrovnika), kako su zabilježili križarski izvori, s velebnom katedralom sv. Jurja, desecima crkava, samostana, kapela, palača, u vrijeme turskih pustošenja i pljački, biva dovedena gotovo do iščeznuća. Osim sv. Jurja, spominju se crkve i samostani, danas nažalost većinom uništeni, sv. Nikole, sv. Marka, sv. Marije, sv. Katarine, sv. Venerande, sv. Lovre, sv. Križa, sv. Luke, sv. Urbana, sv. Dominika, sv. Marcelina, sv. Leonarda, sv. Kristofora.
U njenom sastavu 1089. godine su se nalazile biskupije Kotorska, Ulcinjska, Skadarska, Pilotska, Svačka, Drivastska, Raška, Zahumska, Bosanska i Travunjska biskupija. U to vrijeme su latinski jezik bio jezikom bogoslužja, a pisalo se latiničnim pismom, dok su slavenski jezici bili samo u pomoćnoj funkciji.
Barski nadbiskup je također primas Serviae, najmanje od 1870. godine, što je te godine tražio Karlo Pooten i dobio službenu potvrdu. Marin Bizzi (1570 – 1624) se potpisivao kao nadbiskup barski i primas Srbije kao i jedan od njegovih prethodnika, Ivan VIII, na Tridentskom saboru. Milan Šufflay je zapisao: God. 1248. imenuje papa Inocent IV. (...) Ivana de Plane Carpini nadbiskupom barskim. On je preteča novog sistema rimske kurije, po kojem Albanija postaje operacionom bazom proti pravoslavlju na Balkanu, a Bar glavnim uporištem proti prodiranju srpske crkve na more. (...) Naslov nadbiskupa barskog archiepiscopus Slavinensis, koji se već god. 1256. javlja na kamenoj ploči u Rimu, a početkom 15. vijeka dovodi do naslova primas Serbie, pokazuje jasno zadaću koju je imao da vrši ovaj rimski eksponenat na samoj širokoj prodornoj zoni, što ju je stalo u 13. vijeku dubiti srpsko pravoslavlje u primarnom jadranskom katoličkom nasipu. Šimun Milinović je umro 1910. godine i Cetinjski vjesnik donosi i članak zagrebačkog Obzora, koji je pohvalno pisao o Milinoviću. U članku je naveden i razlog osnivanja Barske nadbiskupije: Barska nadbiskupija bila je u staro doba osnovana da istrijebi i na jugoistoku glagoljicu, ali je ne istrijebi do dolaska Turaka. Odlaskom Turaka uskrsla je i to u novim prilikama. Ne više, da primas Bara bude progonitelj, nego zaštitnik glagoljice u katoličkoj crkvi, a u državi slavenskoj.
Beogradska vlada je 1924. imala želju ukinuti starodrevnu titulu srpskog primasa koju nosi barski nadbiksup ili bar da se njegova stolica izmjesti u Beograd, kao prijestonicu srpskog naroda. List Crnogorac se s tim nije slagao, navodeći podatak (bez navođenja izvora) da je ta titula barskih nadbiskupa još od vremena kada je vladao Mihailo. Kao razloge da se sjedište srpskog primasa ne premješta u Beograd list navodi: Čudnovito je da pošto razni osvajači toga kraja u raznim vremenima nijesu našli za shodno da ukinu titulu srpskog primasa, otkuda se sada u Beogradu porodila ta ideja da se on ukine i oduzme ta titula arhiepiskopiji barskoj. Opravdanje da tako velika titula treba da ima sjedište u prijestonici netačno je. Mi imamo zato mnogo primjera, a primasi nemaju sjedišta u prijestonicama. Tako na primjer: U Parizu nije sjedište francuskog primasa, nego u Lionu, U Njemačkoj ne sjedi primas njemački, već u Salcburgu u Austriji, niti u Pešti ugarski već u Ostroganu, varošici od svega 18000 duša. Tako isto naš Bar nosi primatsku titulu, a ne ni Beograd ni Zagreb, jer ju je Bar nosio i onda kada je prijestonica bila u Skadru. Dakle stolica primasa srpskoga mora biti u Baru, a ne u Beogradu.
Albanski katolički svećenici su u vrijeme nadbiskupa Aleksandra Tokića nastojali da nadbiskupija pređe u albanske ruke i da se Primasija srpska nazove Primasijom albanskom. Htjeli su da Barska nadbiskupija prvenstveno bude nacionalna institucija albanskog naroda u Crnoj Gori i
nijesu trpjeli prisustvo svećenika sa strane, Slovenaca, Hrvata... U unutrašnjem sukobu u Barskoj nadbiskupiji albanski svećenici su ostvarili najveći
dio zahtjeva i bili su zadovoljni time. To su smatrali važnim ostvaranjem, jer su tu situaciju koristili da u župama djeluju kao albanski nacionalni ideolozi. Albanski svećenici su se tako uspjeli osloboditi utjecaja, ne samo svećenika Hrvata, već i svećenika don Bušića koji je bio jugoslovenski orijentiran. U novije vrijeme barski nadbiskupi su Albanci, a mnogi albanski svećenici su imali prezimena koja završavaju na vić, ić. Misionarska Barska nadbiksupija je 1966. imala 18 svećenika, od toga 14 Albanaca. Od tih 14 Albanaca njih 9 su imali čista slavenska prezimena: Anzelmo Marstjepović, Pavle Marvulić, Petar Perkolić, Marko Kolović, Anto Marđokić, Frano Markić, Tomo Kočović, Josip Demirović, Marko Bakočević. Samo pet svećenik Albanaca su imali, vremenom već albanizirana ili albanska prezimena: Simon Filipaj, Egidije Berišaj, Josip Jankaj, Deda Markolaj i Roko Mirdita.

## Popis barskih nadbiskupa
- Petar I. (1064. – 1094.)
- Sergej (1094. ? / oko 1110. ? – 1124. ?)
- Ilija (oko 1124. – 1140.)
- Grgur Krizogon (1172. – 1196.)
- Ivan I. (? – 1247.)
- Ivan II. (Giovanni da Pian del Carpine) (1248. – 1252.)
- Gufrid (travanj 1253. – 1254.)
- Lovro I. (1255. – 1270.)
- Gašpar Adam (1270. – 1280.)
- Mihael (1282. – 1298.)katedala bez
- Ruđer,  O Cist. (1298. – 1301.)
- Marin Petrov Žaretić (1301. – 1306.)
- Andrija I. (1307. – 1324.)
- Guillaume Adam (1324. – 1341.)
- Ivan III. (1341. – 1347.)
- Dominik (1349. – 1360.)
- Stjepan I. (1361. – 1363.)
- Ivan IV. (1363. – 1373.)
- Ivan V. Andrija (18. svibnja 1373. – 1382.)
- Antun (1383. – 1391., imenovan biskupom Biskupije Alghero-Bosa)
- Rajmund (1391. – 1395.)
- Ludovico Bonito (1395.)
- Marin II. (1396. – 1420.)
- Ivan VI. (1420. – 1422.)
- Petar II. (1423. – 1448.)
- Andrija II. (1448. – 1459.)
- Lovro II. (1459. – 1460.)
- Marko I. (1460. – 1461.)
- Šimun Vosić (1462. – 1473.)
- Stjepan II. Teglatije (1473. – 1485.)
- Filip Gajo (1485. – 1509.)
- Jeronim (1509. – 1517.)
- Lovro III. (1517. – 1525.)
- Ivan VII. (1525. ? – 1528. ?)
- Ludovico Chieregati (1528. – 1551.)
- Ivan VIII. (1551. – 1571.)
- Teodor (1575.)
- Ambrozije Kapić (1579. – 1598.)
- Toma Ursini (1598. – 1607.)
- Marin Bici (1608. – 1624.)
- Pietro Massarechi (1624. – 1634.)
- Giorgio Bianchi (1. listopada 1635. – 14. studenoga 1644., postao biskup Biskupije Sapë)
- Francesco Leonardi (28. studenoga 1644. – 1646.)
- Giuseppe Buonaldo (1646. – 1653.)
- Marko II. (1654. – 1656.)
- Pjetër Bogdani (apostolski administrator 1656. – 1671.)
- Andrija Zmajević (23. veljače 1671. – 7. rujna 1694.)
- Marco Giorga (18. srpnja 1696. – 1700.)
- Vićenco (Vicko) Zmajević (1701. – 27. ožujka 1713.), postao zadarski nadbiskup
- Egidio Quinto (Egidije Kvinćo), OFM (8. veljače 1719. – 1. siječnja 1722.)
- Matija Štukanović (1722. – 1745.)
- Marco de Luchi (9. ožujka 1746. – srpanj 1749.)
- Lazër Vladanji (21. srpnja 1749. – 4. veljače 1786.)
- Giorgio Giunchi (24. srpnja 1786. – 26. siječnja 1787.)
- Giorgio Angelo Radovani (23. travnja 1787. – 15. studenoga 1790.)
- Francesco Borzi (11. travnja 1791. – 1822.)
- Vincenzo Battucci (13. siječnja 1824. – 1839.)
- Karlo Pooten (28. rujna 1855. – 1886.)
- Šimun Milinović, OFM (8. listopada 1886. – 1910.)
- Nikola Dobrečić (16. siječnja 1912. – 14. studenoga 1955.)
- Aleksandar Tokić (14. studenoga 1955. – 6. svibnja 1979.)
- Petar Perkolić (6. svibnja 1979. – 27. siječnja 1998.)
- Zef Gashi, SDB (27. siječnja 1998. – 5. travnja 2016.)
- Rrok Gjonlleshaj (5. travnja 2016. – danas)

## Galerija
- Dvorište Barske nadbiskupije
- Kip Gospe u dvorištu Barske nadbiskupije
- Dio zgrade Barske nadbiskupije i crkva sv. Nikole
- Dio zgrade Barske nadbiskupije
- Crkva svetog Nikole
- Geslo nadbiskupa Nikole Dobrečića ispisano ćirilicom, iznad ulaznih vrata u crkvu sv. Nikole: Za Boga i za svoj narod
- Vrata kat. crkve sv Nikole u Baru s grbom Nikole Dobrečića
- Šimun Milinović, nadbiskup barski i primas Srbije od 1886. do 1910., pokopan je u crkvi-kapeli koju je dao izgraditi (Crkva sv. Vita na Gretvi, Stari Bar)
- Nikola Dobrečić, nadbiskup barski i primas Srbije od 1912. do 1955., pokopan je u crkvi svetog Nikole koju je dao izgraditi
- Aleksandar Tokić, nadbiskup barski i primas Srbije od 1955. do 1979., pokopan je na groblju sv. Vit, Gretva, Stari Bar
- Petar Perkolić, nadbiskup barski i primasa Srbije od 1979. do 1998., pokopan je u crkvi svetog Nikole